# Lycaena embla
Lycaena embla är en fjärilsart som beskrevs av Edwards 1870. Lycaena embla ingår i släktet Lycaena och familjen juvelvingar. Inga underarter finns listade i Catalogue of Life.